# Cirrhaea fuscolutea
Cirrhaea fuscolutea är en orkidéart som beskrevs av John Lindley. Cirrhaea fuscolutea ingår i släktet Cirrhaea och familjen orkidéer. Inga underarter finns listade i Catalogue of Life.

## Bildgalleri

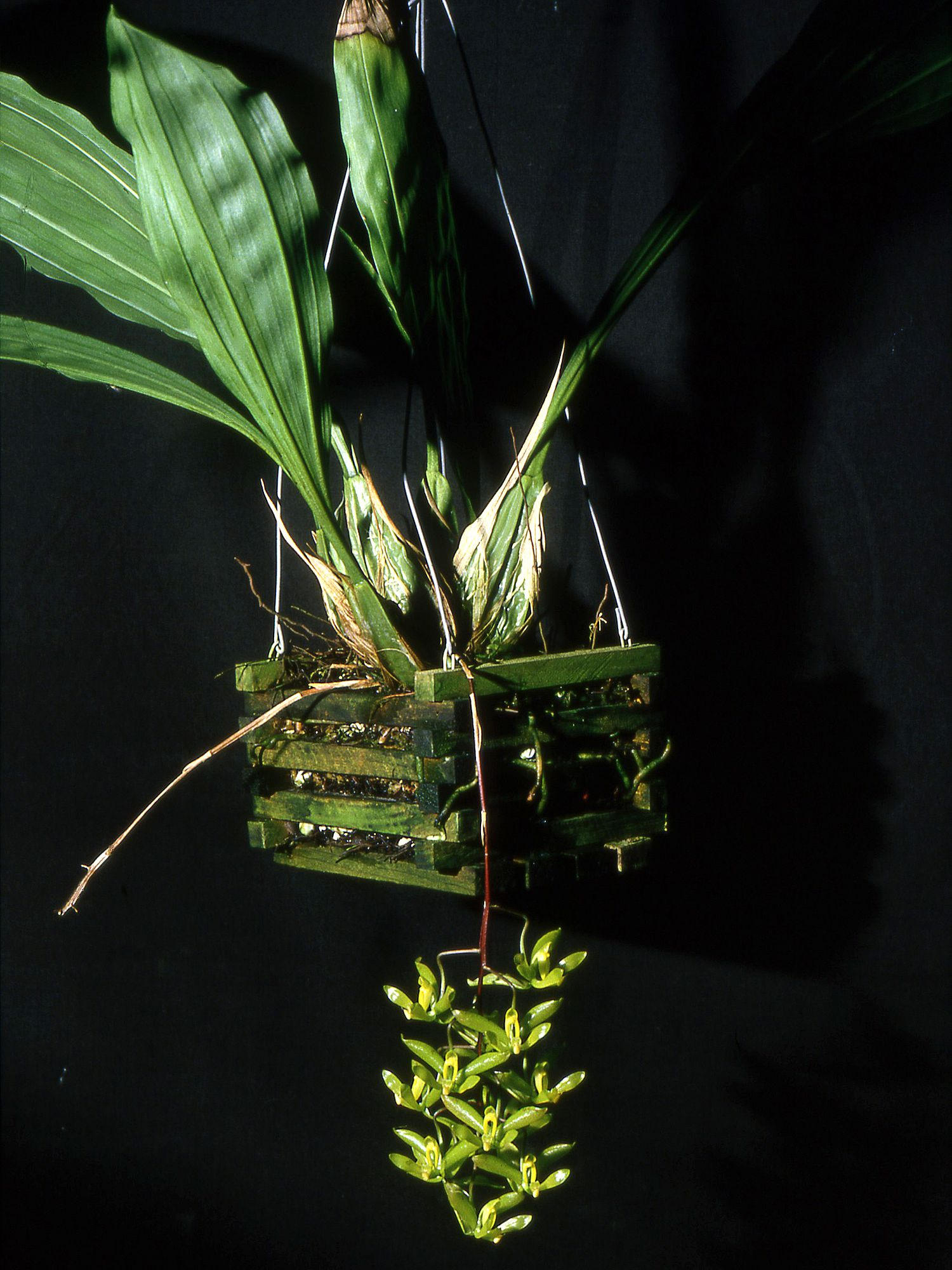
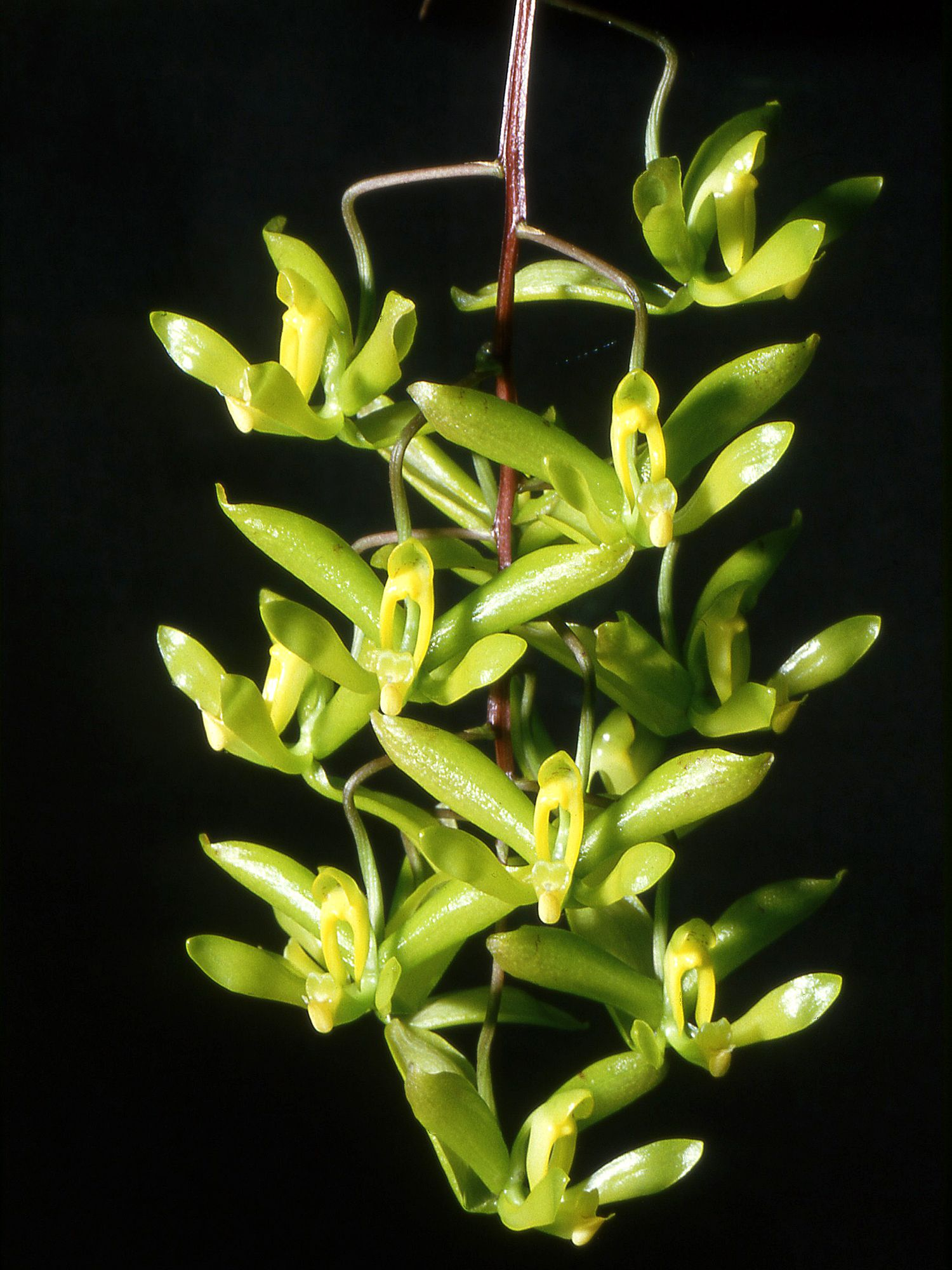
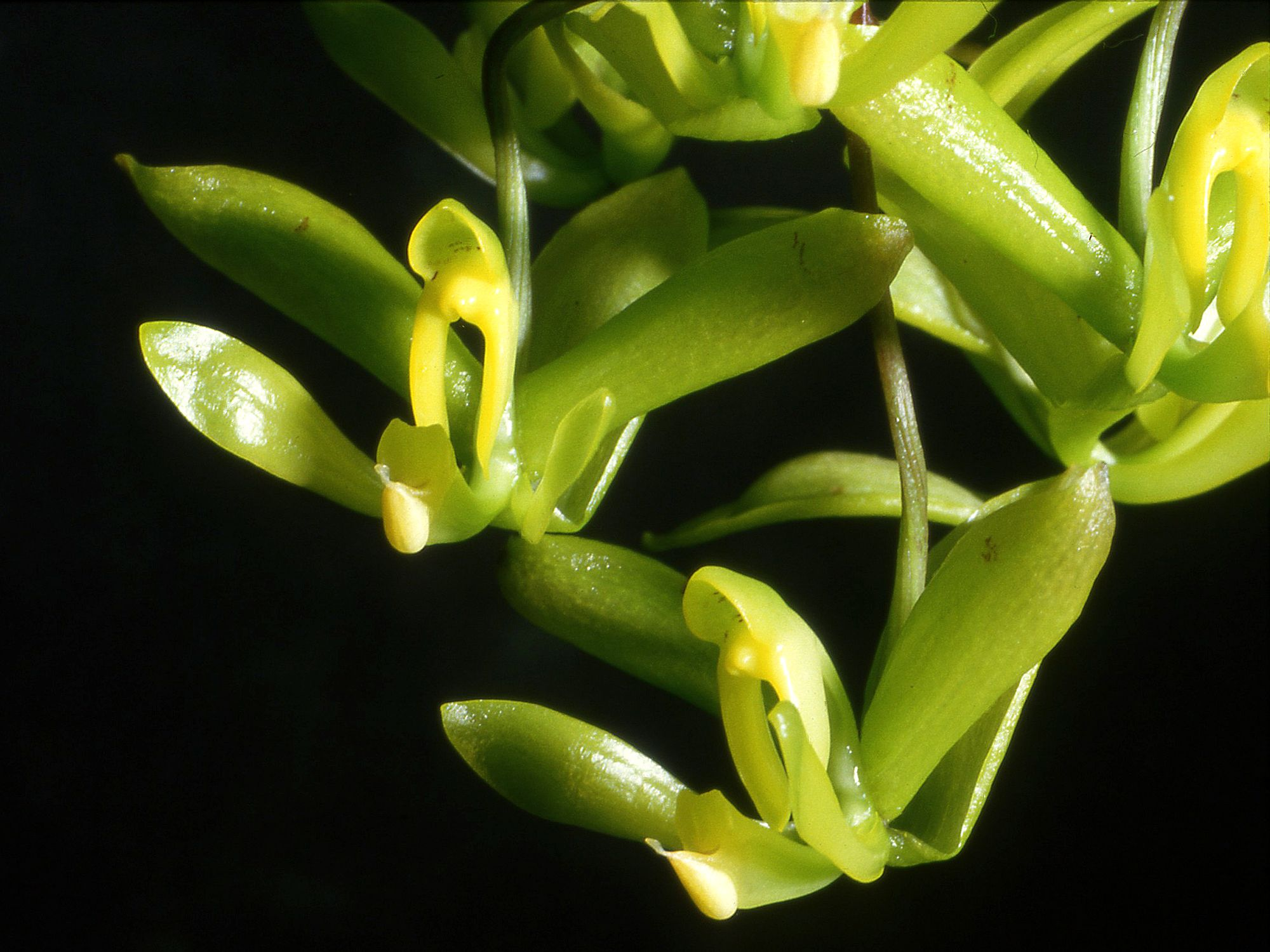
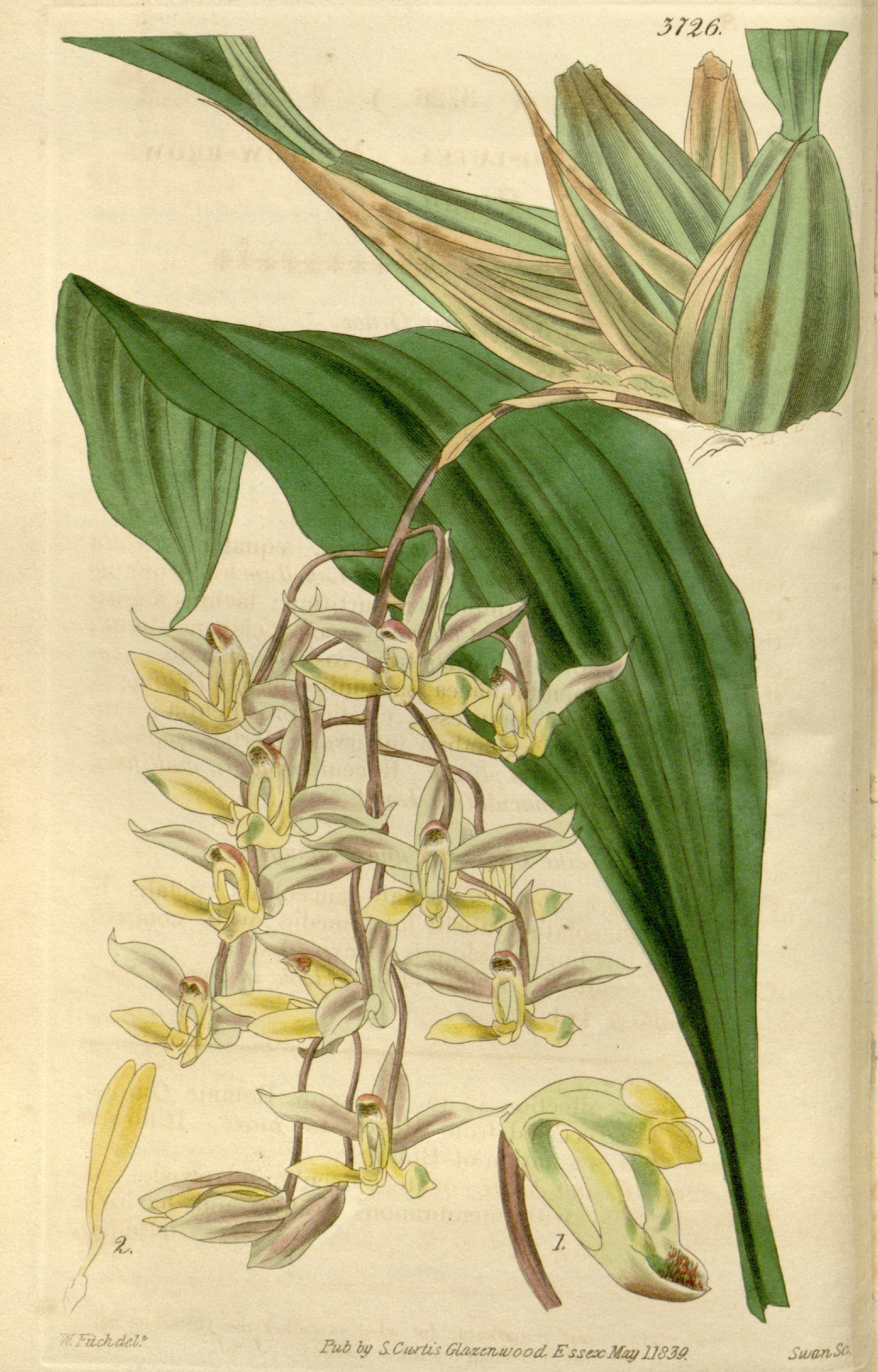